# Синдром Ван Гога
Синдром Ван Гога (англ. the van Gogh Syndrome) проявляется, когда больной либо сам себя хирургически оперирует, либо настаивает на определённых операциях. Некоторыми авторами относится не к синдромам, а к психопатологическим симптомам («симптом Ван Гога»).

## Клиническая картина
Основное клиническое проявление синдрома — нанесение себе увечий (самоповреждение в виде обширных порезов или отрезание частей тела) и/или настойчивые требования к медикам произвести хирургические операции.
Синдром Ван Гога может быть обусловлен наличием ипохондрического бреда, импульсивных влечений или галлюцинаций. Встречается при тяжёлом телесном дисморфическом расстройстве, дисморфомании, шизофрении, депрессии, пограничном расстройстве личности.

## История
Синдром назван по имени всемирно известного нидерландского и французского художника-постимпрессиониста, который якобы страдал этим психическим расстройством и во время обострения болезни произвёл себе ампутацию уха.
По одной из версий, Ван Гог отрезал себе часть уха в момент обострения психического заболевания (в арльской больнице ему был поставлен диагноз «истерическое помрачение сознания на фоне общего делирия»), по другой — это сделал Поль Гоген во время ссоры (дуэли) с Ван Гогом из-за проститутки Рашель), но как бы то ни было, легенда дала привычное название синдрому.
Концепция полихирургической аддикции впервые изложена американским психиатром Карлом Меннингером в психоаналитическом журнале The Psychoanalytic Quarterly в 1934 году, где он описал навязчивое стремление некоторых невротических и психотических пациентов к полихирургии, то есть множественным хирургическим операциям.